# Destino turístico
Se denomina destino turístico a una zona o área geográfica ubicada en un lugar lejano y que es visitada por el turista, cuenta con límites de naturaleza física, de contexto político y de percepción por parte del mercado. Desde el punto de vista empresarial, tanto estratégico como organizativo, el perímetro del destino lo constituyen las relaciones que se edifican entre el conjunto de unidades productivas que participan en la actividad turística.
Por otro lado Balagué y Brualla (2001) consideran el destino turístico como la formalización de aquellos nuevos espacios geofísicos de interés o de aquellos otros que quieren plantearse una reconsideración de su valoración hacia parámetros turísticos posibles para la potenciación de sus estructuras actuales. 
Con el paso del tiempo, la mayoría de los autores han adoptado una definición diferente que parte de una orientación espacial pero se centra en una orientación hacia el consumidor o turista.

## Estadísticas internacionales
El barómetro de la Organización Mundial del Turismo publica anualmente las principales cifras y analiza la evolución del sector. En el año 2005 el principal destino internacional fue Francia, seguida de España, Estados Unidos, China e Italia.
| Posición mundial | País           | Continente                                            | Llegadas de turistas internacionales en 2011 (en millones) | Llegadas de turistas internacionales en 2008 (en millones) | Llegadas de turistas internacionales en 2007 (en millones) | Llegadas de turistas internacionales en 2006 (en millones) |
| 1                | Francia        | Europa / América del Norte / América del Sur / África | 77,3                                                       | 79,3                                                       | 81,9                                                       | 79,1                                                       |
| 2                | Estados Unidos | América del Norte / Oceanía                           | 61,0                                                       | 58,0                                                       | 56,0                                                       | 51,1                                                       |
| 3                | China          | Asia                                                  | 52,0                                                       | 53,0                                                       | 54,7                                                       | 49,6                                                       |
| 4                | España         | Europa / África                                       | 51,0                                                       | 57,3                                                       | 58,7                                                       | 58,5                                                       |
| 5                | Italia         | Europa                                                | 42,7                                                       | 42,7                                                       | 43,7                                                       | 41,1                                                       |
| 6                | Reino Unido    | Europa                                                | 30,1                                                       | 30,2                                                       | 30,2                                                       | 30,7                                                       |
| 7                | Ucrania        | Europa                                                | 25,3                                                       | 25,4                                                       | 23,1                                                       | 18,9                                                       |
| 8                | Alemania       | Europa                                                | 24,9                                                       | 24,9                                                       | 24,4                                                       | 23,6                                                       |
| 9                | Turquía        | Asia / Europa                                         | 24,8                                                       | 23,7                                                       | 23,5                                                       | 22,4                                                       |
| 10               | México         | América del Norte                                     | 22,6                                                       | 22,6                                                       | 21,4                                                       | 21,4                                                       |

## Comparación de destinos turísticos
En turismo se realiza mediante el análisis de los siguientes conceptos.

### Ventaja comparativa
Hace referencia a los factores de los que está dotado el destino turístico, incluyendo tanto los factores que ocurren de forma natural como aquellos otros que han sido creados.

### Ventaja competitiva
Hace referencia a la capacidad de un destino turístico para utilizar sus recursos de forma eficiente a medio y largo plazo.

## Estrategias competitivas de las organizaciones turísticas
En un destino turístico es posible desarrollar distintas estrategias. Se clasifican en función del número de actividades que ofrecen los gestores de destinos turísticos (generalistas, especialistas) y de cómo enfocan la ventaja competitiva (innovación, eficiencia). La combinación de ambas da origen a cuatro estrategias viables prospector, analizador, defensor y emprendedor. El éxito de una estrategia se mide por el desempeño y debe hacer frente al dinamismo del entorno. En el cuatrienio 2004-2008 la UE puso en marcha el programa de municipios de Dinamización Turística (con el municipio piloto de Isla Cristina) para entornos poco aprovechados en el ámbito turístico.

### Dinamismo
Es una caracterización del entorno, hace referencia a la turbulencia e inestabilidad del destino turístico. Agrupa a los acontecimientos clave. Son difíciles de prever y más costosos de afrontar. Se puede evaluar mediante la variabilidad del número de llegadas o bien mediante la dispersión en el tiempo de la ocupación hotelera.

### Desempeño turístico
Es la demanda turística, es una medida del éxito o efectividad de una estrategia implantada en un destino turístico. Se mide generalmente por el número de llegadas, a un destino turístico. Aunque pueden emplearse otras como el grado de ocupación. Se interpreta como la competitividad realizada de forma efectiva en un destino turístico.
Un destino turístico es cualquier lugar,  zona o área geográfica que es visitada por el turista, siempre y cuando tengan condiciones para poder ser colocado a la venta de los clientes. Felix Montan

## Ciclo de vida de un destino turístico
En 1973, Plog relacionó el auge y el declive de los destinos con las características de los turistas, sugiriendo que se relacionan con diferentes segmentos del mercado en sus distintas fases de desarrollo. Estas ideas fueron retomadas por Butler, quién distinguió seis etapas caracterizadas por los atributos del turista junto con el tipo y escala del desarrollo.
- Etapa de Exploración
- Etapa de Implicación
- Etapa de Desarrollo
- Consolidación
- Etapa de Estancamiento
- Declive